# Ackerman-Nunatak
Der Ackerman-Nunatak ist ein 655 m hoher und isolierter Nunatak, der 10,5 km südsüdöstlich der Butler Rocks in der nördlichen Forrestal Range der Pensacola Mountains aufragt.
Der United States Geological Survey kartierte ihn anhand von Vermessungen und mithilfe von Luftaufnahmen der United States Navy zwischen 1956 und 1966. Das Advisory Committee on Antarctic Names  benannte ihn nach dem US-amerikanischen Aerographen Thomas A. Ackerman, der zur Besetzung der Ellsworth-Station im Winter 1957 gehörte.